# Берлінський музей історії медицини
Берлінський музей історії медицини (нім. Berliner Medizinhistorisches Museum) — медико-історичний і патологоанатомічний музей найбільшої берлінської клініки Шаріте, університетської клініки Берлінського університету імені Гумбольдта та Вільного університету Берліна.

## Історія

### Патологічний музей
Сучасний музей є наступником Патологічного музею (нім. Pathologisches Museum), організованого Рудольфом Вирховим в 1899 році на основі колекції анатомічних препаратів Патологічного інституту, що Вірхов очолював з моменту створення в 1856 році. Треба відзначити, що вже до приходу Вірхова колекція патологоанатомічних препаратів Шаріте становила 1500 одиниць і над нею працювали такі відомі анатоми того часу, як Роберт Фроріп (учитель Вірхова), який працював в Берлінському університеті з 1833 року прозектором і консерватором, Вільгельм Краузе, Йоганн Петер Мюллер та інші.
Будівля Патологічного музею знаходилася на території клініки Шаріте, в тому ж самому місці, де зараз розташовується Музей історії медицини.

### Сучасний музей

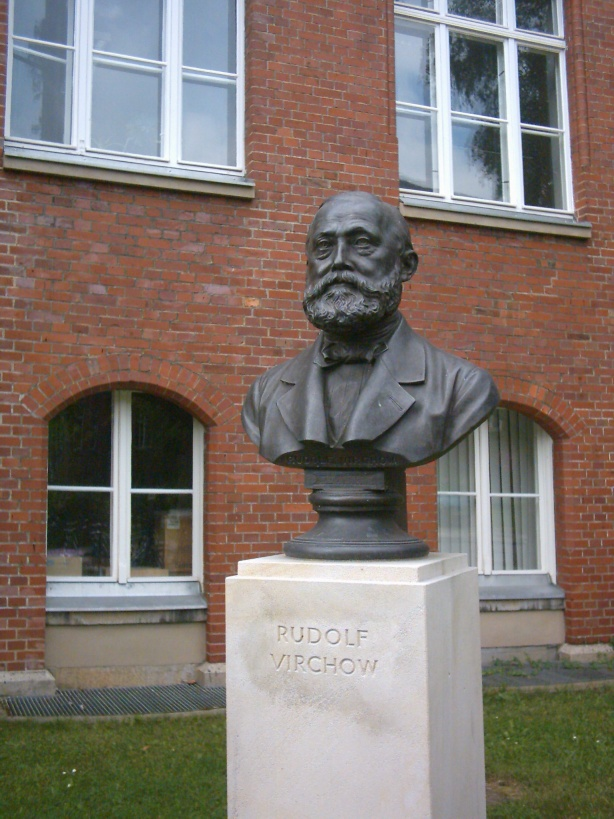
Центральний кампус Шаріте. Бюст Рудольфа Вірхова

Музей історії медицини є одним з підрозділів (інститутів) клініки Шаріте. Знаходиться на території її центральної частини (Мітте).
Музей демонструє розвиток медицини протягом останніх чотирьох століть. Поряд з медичними інструментами, історичними медичним приладами та апаратами, цінними книгами й мікроскопами колекція містить приблизно 900 цінних і рідкісних патологоанатомічних препаратів.
Поряд з постійною експозицією, в музеї періодично проходять змінні виставки, присвячені різним аспектам медицини та історії медицини.
Є загальнодоступним музеєм. Виставкові площі займають чотири поверхи окремого будинку. Число відвідувачів музею — близько 50000 на рік. Як музей історії медицини відкритий в 1998 році.
Розташований недалеко від Центрального вокзалу Берліна, на іншій стороні р. Шпрее, в 10-15 хвилинах ходьби від однойменної з вокзалом (нім. Hauptbahnhof) станції Берлінської міської електрички, що знаходиться в будівлі вокзалу.